# Kostelec u Holešova
Kostelec u Holešova là một làng thuộc huyện Kroměříž, vùng Zlínský, Cộng hòa Séc.